# Griechische Squashnationalmannschaft
Die griechische Squashnationalmannschaft ist die Gesamtheit der Kader des griechischen Squashverbandes. In ihm finden sich griechische Sportler wieder, die ihr Land sowohl in Einzel- als auch in Teamwettbewerben national und international im Squashsport repräsentieren.

## Historie

### Herren
Griechenland nahm bei Europameisterschaften direkt an der ersten Austragung 1973 teil und belegte mit fünf weiteren Mannschaften den gemeinsamen fünften Platz, was bis heute das beste Resultat Griechenlands bei den Kontinentalmeisterschaften ist. 1974 wiederholte sie diese Platzierung, ehe 1975 erstmals keine Teilnahme erfolgte. Anschließend war Griechenland bis einschließlich 1992 jedes Jahr Teilnehmer. 1993 gehörte Griechenland zum zweiten Mal nicht zum Teilnehmerfeld, weitere Austragungen verpasste die Mannschaft 2002, 2006 und 2008. Von 2012 bis 2015 erfolgte ebenfalls keine Teilnahme, seit 2016 ist sie bei jeder Austragung dabei gewesen.
Insgesamt dreimal war Griechenland bei Weltmeisterschaften dabei. Bei ihrem Debüt im Jahr 1985 belegte die Mannschaft den 16. Platz und gewann lediglich eine ihrer insgesamt neun Partien. 1987 siegte sie in acht Partien zweimal, kam jedoch nicht über den 22. Platz hinaus. Die dritte Teilnahme erfolgte erst 1995. Mit drei Siegen und drei Niederlagen erreichte die Mannschaft nur den vorletzten Platz, Rang 31. Zur Mannschaft 1995 gehörten Fabian Kalaitzis, Petros Tzamaloukas, Nikos Moustroufis und Omar Afifi.

### Damen
Die Damenmannschaft gab 1975 ihr Debüt bei Europameisterschaften und erreichte dort den 14. Platz. Erst 2008 nahm sie ein zweites Mal teil und belegte Rang 18. Bis 2012 gehörte die Damenmannschaft jedes Jahr zum Teilnehmerfeld, danach nahm sie nochmals 2015, 2019, 2022, 2023 und 2024 teil. Bei Weltmeisterschaften war sie bislang nie Teilnehmer.

## WM-Bilanz
| Herren |                   |                   |                 |                 |                 |
| Jahr   | Austragungsort    | Runde             | Platzierung     | Siege           | Niederlagen     |
| 1967   | Melbourne         | keine Teilnahme   | keine Teilnahme | keine Teilnahme | keine Teilnahme |
| 1969   | Birmingham        | keine Teilnahme   | keine Teilnahme | keine Teilnahme | keine Teilnahme |
| 1971   | Palmerston North  | keine Teilnahme   | keine Teilnahme | keine Teilnahme | keine Teilnahme |
| 1973   | Johannesburg      | keine Teilnahme   | keine Teilnahme | keine Teilnahme | keine Teilnahme |
| 1976   | Birmingham        | keine Teilnahme   | keine Teilnahme | keine Teilnahme | keine Teilnahme |
| 1977   | Toronto           | keine Teilnahme   | keine Teilnahme | keine Teilnahme | keine Teilnahme |
| 1979   | Brisbane          | keine Teilnahme   | keine Teilnahme | keine Teilnahme | keine Teilnahme |
| 1981   | Stockholm         | keine Teilnahme   | keine Teilnahme | keine Teilnahme | keine Teilnahme |
| 1983   | Auckland          | keine Teilnahme   | keine Teilnahme | keine Teilnahme | keine Teilnahme |
| 1985   | Kairo             | Gruppenphase      | 16.             | 1               | 8               |
| 1987   | London            | Gruppenphase      | 22.             | 2               | 6               |
| 1989   | Singapur          | keine Teilnahme   | keine Teilnahme | keine Teilnahme | keine Teilnahme |
| 1991   | Helsinki          | keine Teilnahme   | keine Teilnahme | keine Teilnahme | keine Teilnahme |
| 1993   | Karatschi         | keine Teilnahme   | keine Teilnahme | keine Teilnahme | keine Teilnahme |
| 1995   | Kairo             | Gruppenphase      | 31.             | 3               | 3               |
| 1997   | Petaling Jaya     | keine Teilnahme   | keine Teilnahme | keine Teilnahme | keine Teilnahme |
| 1999   | Kairo             | keine Teilnahme   | keine Teilnahme | keine Teilnahme | keine Teilnahme |
| 2001   | Melbourne         | keine Teilnahme   | keine Teilnahme | keine Teilnahme | keine Teilnahme |
| 2003   | Wien              | keine Teilnahme   | keine Teilnahme | keine Teilnahme | keine Teilnahme |
| 2005   | Islamabad         | keine Teilnahme   | keine Teilnahme | keine Teilnahme | keine Teilnahme |
| 2007   | Chennai           | keine Teilnahme   | keine Teilnahme | keine Teilnahme | keine Teilnahme |
| 2009   | Odense            | keine Teilnahme   | keine Teilnahme | keine Teilnahme | keine Teilnahme |
| 2011   | Paderborn         | keine Teilnahme   | keine Teilnahme | keine Teilnahme | keine Teilnahme |
| 2013   | Mülhausen         | keine Teilnahme   | keine Teilnahme | keine Teilnahme | keine Teilnahme |
| 2015   | Kairo             | keine Teilnahme   | keine Teilnahme | keine Teilnahme | keine Teilnahme |
| 2017   | Marseille         | keine Teilnahme   | keine Teilnahme | keine Teilnahme | keine Teilnahme |
| 2019   | Washington, D.C.  | keine Teilnahme   | keine Teilnahme | keine Teilnahme | keine Teilnahme |
| Gesamt | 3 / 26 Teilnahmen | 3 / 26 Teilnahmen | 0 Titel         | 6               | 17              |